# Leucocoryne odorata
Leucocoryne odorata är en amaryllisväxtart som beskrevs av John Lindley. Leucocoryne odorata ingår i släktet Leucocoryne och familjen amaryllisväxter. Inga underarter finns listade i Catalogue of Life.